# Shioli (cráter)
Shioli es un pequeño cráter lunar de 270 metros de diámetro que se encuentra dentro del cráter Cyrillus, en la parte sureste de la cara visible de la Luna.
Corresponde a un cráter joven con un sistema de rayos prominente. El nombre del cráter fue aprobado por la Unión Astronómica Internacional (IAU) el 12 de agosto de 2019.

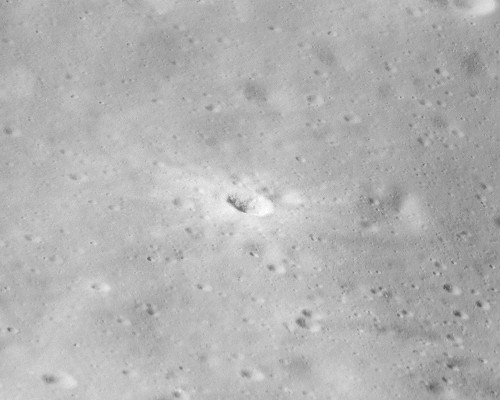
Imagen del cráter Shioli tomada desde el Apollo 16